# Banketbakker

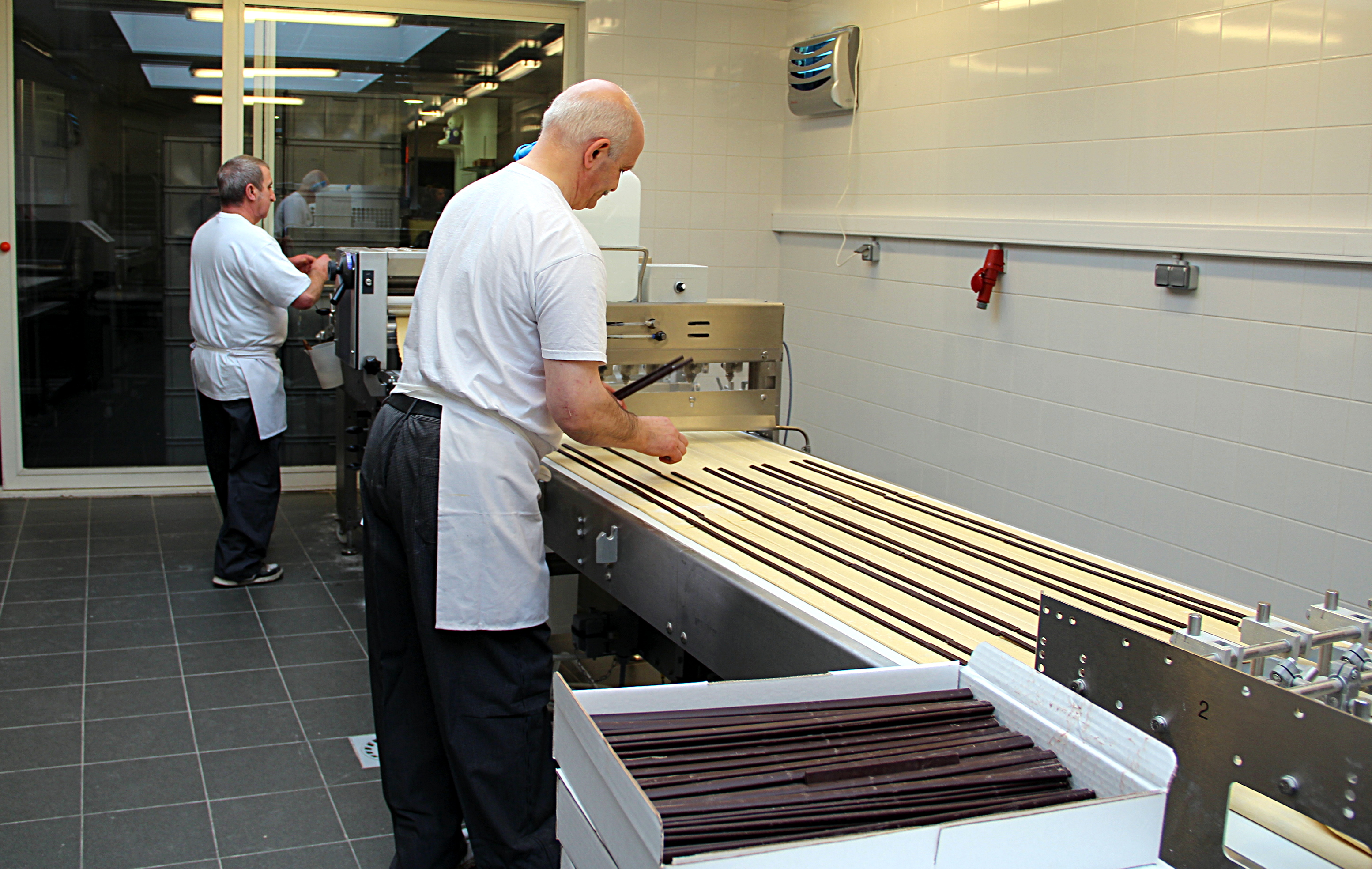
Banketbakkers aan het werk in Boulangerie Godefroid in de Belgische plaats Frameries

Een banketbakker, in België en Zuid-Nederland ook patissier of suikerbakker genoemd, is een bakker die is gespecialiseerd in banket en zoetwaren.

## Producten
Een banketbakker bakt en verkoopt onder meer de volgende producten:
- Cake
- Chocolade
- Gebak
- Koekjes
- Marsepein
- Taart

## Hartig
Naast zoete producten maken banketbakkers vaak ook hartige gerechten zoals:
- kaasbroodjes
- saucijzenbroodje
- rundvleeskroket[1]
- pasteitjes

## Varia
De "vader van het inmaakproces", Nicolas Appert, was van oorsprong een suikerbakker.